# النويدرة (بني سعد)

تعديل مصدري - تعديل

النويدرة هي إحدى قرى عزلة قيهمة بمديرية بني سعد التابعة لمحافظة المحويت، بلغ تعداد سكانها 544 نسمة حسب تعداد اليمن لعام 2004.